# Acherontiella colotlipana
Acherontiella colotlipana är en urinsektsart som beskrevs av Palacios-Vargas och ?E. Thibaud 1985. Acherontiella colotlipana ingår i släktet Acherontiella och familjen Hypogastruridae. Inga underarter finns listade i Catalogue of Life.